# Denis Udovič
Denis Udovič (ur. 7 lutego 1970 w Koprze) – słoweński kulturysta i strongman.
Mistrz Słowenii Strongman w latach 1999, 2000 i 2001.

## Życiorys
Denis Udovič pracuje jako strażnik miejski w mieście Izola.
Mieszka we wsi Hrvatini (gmina Koper).
Wymiary:
- wzrost 185 cm
- waga 122 kg

Rekordy życiowe:
- przysiad 330 kg
- wyciskanie 230 kg
- martwy ciąg 330 kg

## Osiągnięcia strongman
- 1999
  - 1. miejsce – Mistrzostwa Słowenii Strongman
- 2000
  - 1. miejsce – Mistrzostwa Słowenii Strongman
- 2001
  - 1. miejsce – Mistrzostwa Słowenii Strongman
- 2005
  - 3. miejsce – Mistrzostwa Słowenii Strongman
- 2006
  - 5. miejsce – Drużynowe Mistrzostwa Świata Par Strongman 2006
  - 2. miejsce – Mistrzostwa Słowenii Strongman